# 朱謨𰊕
乐平庄简王朱謨（16世纪—1614年），明朝乐平昭顺王朱融熨的庶长子。

## 生平
万历四年（1576年），朱融熨去世。万历十一年（1583年）四月，明神宗御皇極殿傳詔遣尚寶司卿韓必顯、簡討沈自邠等為正使，行人唐仲寅等為副使，持節捧冊寶冠服，封朱謨襲封為樂平王。
万历二十四年（1596年）五月，神宗遣武安侯鄭惟忠、新寧伯譚國佐、編修吳道南、楊繼禮、董其昌、簡討傅新德、編修湯賓尹、史繼階、寺丞張鳴㟠、行人劉尚賓、崔廷健、潘國重、黃化龍、中書蕭近高，冊封朱謨选定的张氏为乐平王妃。
万历四十二年（1614年），朱謨去世。万历四十四年（1616年）七月，赐谥号庄简。
万历四十五年（1617年）四月，神宗命朱謨的嫡长子朱朗鎏袭封乐平王。